# كيوشي شيغا
كيوشي شيغا (باليابانية: 志賀潔؛ بالكانا: しが きよし) هو طبيب وأحيائي ياباني، ولد في 7 فبراير 1871 في سنداي في اليابان، وتوفي في 25 يناير 1957 في طوكيو (اليابان) في اليابان.

## وصلات خارجية
- كيوشي شيغا على موقع الموسوعة البريطانية (الإنجليزية)